# Левковець
Левковець (пол. Lewkowiec) — село в Польщі, у гміні Острув-Велькопольський Островського повіту Великопольського воєводства.
Населення — 207 осіб (2011).

## Демографія
Демографічна структура станом на 31 березня 2011 року:
|          | Загалом | Допрацездатний вік | Працездатний вік | Постпрацездатний вік |
| -------- | ------- | ------------------ | ---------------- | -------------------- |
| Чоловіки | 106     | 21                 | 75               | 10                   |
| Жінки    | 101     | 16                 | 63               | 22                   |
| Разом    | 207     | 37                 | 138              | 32                   |